# It's Always Sunny in Philadelphia
It's Always Sunny in Philadelphia er en amerikansk sitcom, der havde premiere den 4. august, 2005 på tv-kanalen FX. I niende sæson blev serien rykket til FXX. Serien blev skabt af Rob McElhenney og videreudviklet i samarbejde med Glenn Howerton. Charlie Day, Howerton og McElhenney funktionerer som producenter for serien og forfattere på størstedelen af episoderne. Derudover besætter trioen seriens hovedroller sammen med Kaitlin Olson, samt Danny DeVito. Serien følger "The Gang's" bedrifter og tab, i deres fælles afskårede realitetssans. Gruppen består af en gruppe yderst egocentrerede venner, som sammen ejer den Irske bar Paddy's Pub i Syd Philadelphia.
Serien færdiggjorde dens tiende. sæson den 18. marts 2015 og er blevet fornyet til en ellevte samt tolvte sæson af 10 episoder hver. Arkiveret 26. juli 2016 hos  Wayback Machine Den ellevte sæson har premiere den 6. januar, 2016.

## Skuespillere og karakterer
- Charlie Day spiller Charlie Kelly - Charlie var medejer af Paddy's Pub, men har i løbet af serien byttet alle hans aktier for "varer og tjenester" såsom en halv sandwich, og andre byttehandler. Han er barndomsvenner med Mac og bliver senere venner med Dennis og Dee i high school. Han deler også lejlighed, og seng, med Frank. Charlie arbejder med det beskidte arbejde (refereres til som Charlie Work) i baren, er mere eller mindre ordblind, er alkohol- og stofmisbruger og er ofte set sniffe lim. Han lider af dybe mentale problemer og lever i general elendighed. Charlie har ekstreme problemer med vrede og skriger ofte for, at understrege hans pointe. Han har også et usundt forhold til en servitrice (eneste kendte navn - "The Waitress"), som finder Charlie afskyelig og har på intet tidspunkt vist interesse i ham. Dog er han også den mest medfølende og moralsk bevidste af gruppen.
- Glenn Howerton spiller Dennis Reynolds - Dennis er medejer af Paddy's Pub og er Dees tvillingebror. Dennis, som den spirituelle leder af gruppen, står som den mest sociopatiske af karaktererne og er ekstremt egoistisk, forfængelig, histrionisk og ufattelig hård ved andre. Hans oppustede ego og trang til at kontrollere andre, er bygget op omkring hans uddannelse, fra en Ivy League uddannelse ved University of Pennsylvania hvor hans bifag var psykologi.
- Rob McElhenney spiller Ronald "Mac" McDonald - Mac er medejer af Paddy's Pub. Han er bardomsvenner med Charlie og blev venner med Dennis i high school. Dennis og Mac bor sammen i Dennis' lejlighed. Hans far er en dømt forbryder og har aldrig været en stor del af Macs liv. På trods af dette har Mac forgudet ham siden han var barn og benægter al negativ omtale af hans far. Mac fremviser ofte hans råstyrke og henviser til sig selv som "sheriffen af Paddy's". Selv om han ofte praler af sine hånd-til-hånd kampfærdigheder, er Mac ofte den første til at flygte fra fysisk konfrontation. Han er en ihærdig katolik og lever fuldt ud efter biblen, efter egen fortolkning. Mac har igennem hele serien benægtet hans homoseksualitet på trods af hans åbenlyse lyster. Et eksempel er hans tidligere forhold med en transseksuel mand før hans kønsskifteoperation.
- Kaitlin Olson spiller Deandra "Sweet Dee" Reynolds - Sweet Dee er Dennis' tvillingesøster og fungerer som bartender på Paddy's Pub. Hun drømmer om, at blive en skuespiller, på trods af hendes åbenlyse mangel på talent og hendes invaliderende scenefrygt. I high school gik hun med en ryg bøjle, hvilket gav hende øgenavnet "Aluminiums Monsteret". Hun bliver ofte refereret til, som en fugl på baggrund af gruppens opfattelse af hende, som et monstrøst fugle-lignende væsen. Hun havde psykologi som hendes hovedfag ved University of Pennsylvania, dog dumpede hun alle hendes eksaminer.
- Danny DeVito spiller Frank Reynolds (Sæson 2 - nu) - Frank er den juridiske far til tvillingerne Dennis og Dee. Endvidere er han muligvis den biologiske far til Charlie som han bor sammen med. Frank plejede at være en succesrig forretningsmand, med en lang historie, af ulovlige aktiviteter og handler med gemene typer. Han efterlod sit tidligere liv, i et forsøg på selvransagelse efter hans skilsmisse, med hans penge-hungrende, utro kone. Sidenhen har han omfavnet hans dyriske natur og beskriver ham selv som et medlem af "frynser-klassen". Siden hans skilsmisse har han delt en lille, tilsølet lejlighed med Charlie, som deler en sovesofa som seng.